# Stadion an der Bremer Brücke
Stadion an der Bremer Brücke (tidigare Bremer Brücke), tysk fotbollsarena i Osnabrück, Tyskland. Den används mest för fotbollsmatcher och är VfL Osnabrücks hemmaplan. Den totala åskådarkapaciteten är upp till 16 098 platser, även om arenan vanligtvis är slutsåld med 15 741 åskådare för hemmamatcher.

## Historik
Från 1970-talet bestod stadion av läktaren ("South Stand"), två takterrasser bakom målen ("East Stand" och "West Stand") och en avtäckt terrass mitt emot läktaren ("North Stand"). Den 1 april 2008 började rivningen av den mycket gamla norra läktaren att ge plats för en modern, helt täckt läktare på platsen. Denna invigdes i augusti 2008, men det har varit kontroverser med en lokal invånare vars fastighet ligger mycket nära platsen. Av denna anledning kunde läktaren inte färdigställas helt förrän 2011. I och med byggandet av den nya läktaren minskade den totala stadionkapaciteten till 16 667, men antalet sittplatser ökade till 6 192.
Namnet, som kan översättas till "stadion vid Bremenbron", kommer från en angränsande järnvägsbro på järnvägslinjen Osnabrück–Bremen. År 2004 köpte ett lokalt telekommunikationsföretag, Osnatel, namnrättigheterna för stadion och den döptes om till "Osnatel Arena". När kontraktet gick ut 2016 fick arenan tillbaka sitt traditionella namn.

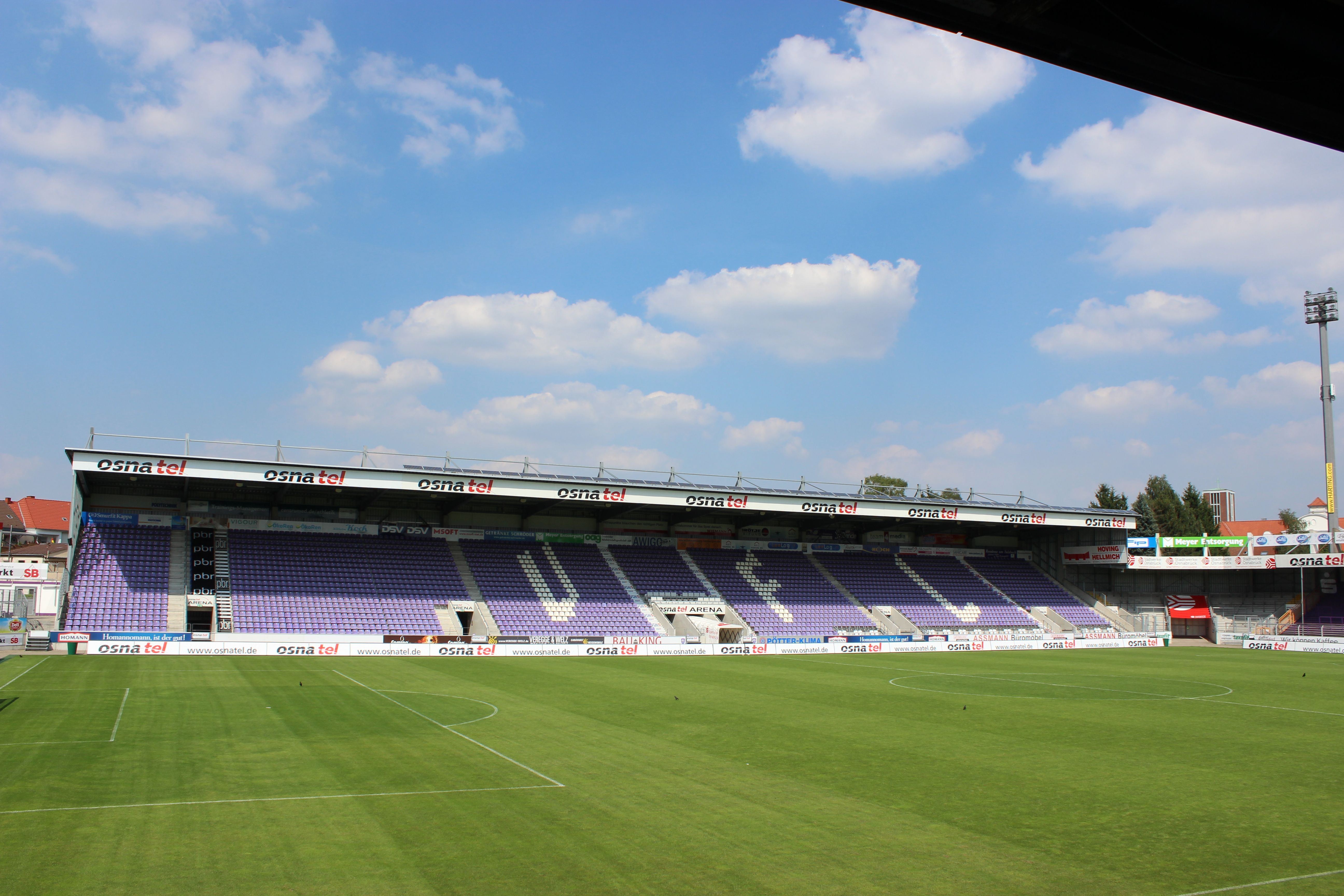
Den norra läktaren år 2014

År 2016 utrustades arenan med LED-reklamtavlor för första gången. Under vinteruppehållet 2018/19 renoverades sanitetsanläggningarna i västra kurvan och ett elektroniskt entrésystem installerades vid alla stadions entréer. Genom en förändring i kassasystemet har betalning med kort nu blivit möjlig i snacksställen.